# 伊斯雷尔·帕特南
伊斯雷尔·帕特南（英語：Israel Putnam，/ˈpʌtnəm/；1718年1月7日—1790年5月29日），別名老帕特（英語：Old Put），美國獨立戰爭時期大陆军將領。
帕特南生於1718年麻薩諸塞州，成年後搬遷到康乃狄克州居住。北美殖民地戰爭爆發後，帕特南加入羅傑的遊騎兵，先後參加提康德羅加堡戰役、隨軍攻佔蒙特利尔、以及1762年哈瓦那戰役。1763年帕特南隨英軍鎮壓了龐蒂亞克叛亂，在1765年退役。
帕特南在退伍後相信基督教，並開始公開批評英國的殖民政策。他是康涅狄格州的自由之子創始人之人，反對英國向殖民地徵稅。列星頓和康科德戰役爆發後，帕特南趕到波士頓加入民兵，並且在邦克山戰役中指揮作戰。當大陸軍成立之後，帕特南便憑戰功獲任命為少將。
長島會戰前夕，帕特南被派往守備布魯克林高地要塞，卻因治軍不嚴而失信於喬治·華盛頓。稍後華盛頓改派帕特南到後方招募士兵，並在1777年改派他駐守哈德遜河高地。不久薩拉托加戰役爆發，亨利·克林頓率領英軍由紐約經哈德遜河向尚普蘭湖前進，支援被困的約翰·伯戈因。然而帕特南卻被克林頓引開，使到哈德遜河的兩座堡壘失守。雖然克林頓無法再向北推進，而帕特南也在軍事法庭免罪，但他的名望已不如前。1779年帕特南因中風而退役，最後在1790年死亡。
伊斯雷尔·帕特南是定居於麻薩諸塞州塞勒姆的古老家族帕特南家族的一員，在塞勒姆審巫案中作為原告活躍的安·帕特南是他的堂姐，而同為美國獨立戰爭軍官的魯弗斯·帕特南則是他的外甥。

## 早年

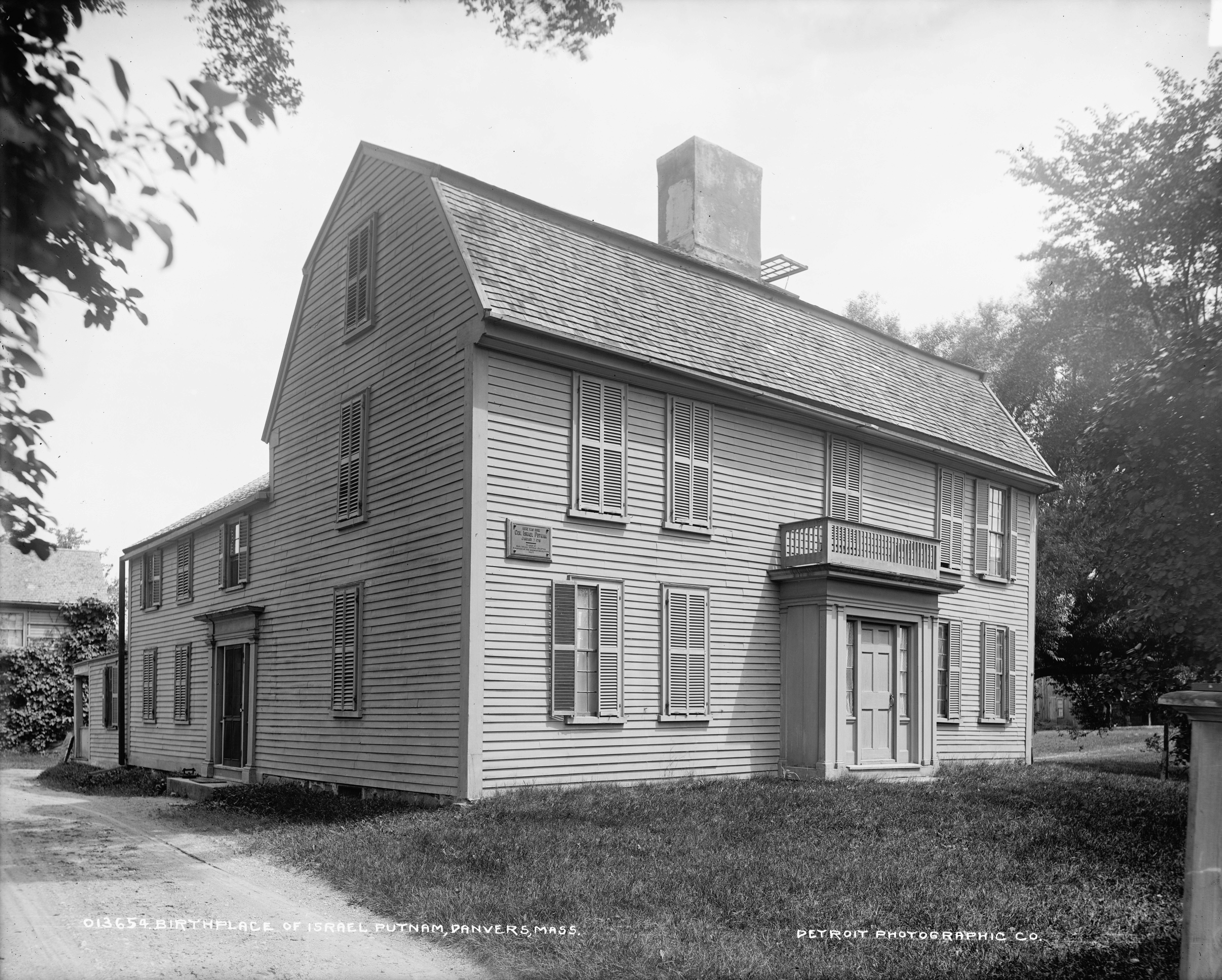
位於丹弗斯的伊斯雷尔·帕特南將軍故居，此建築現今仍保存完好

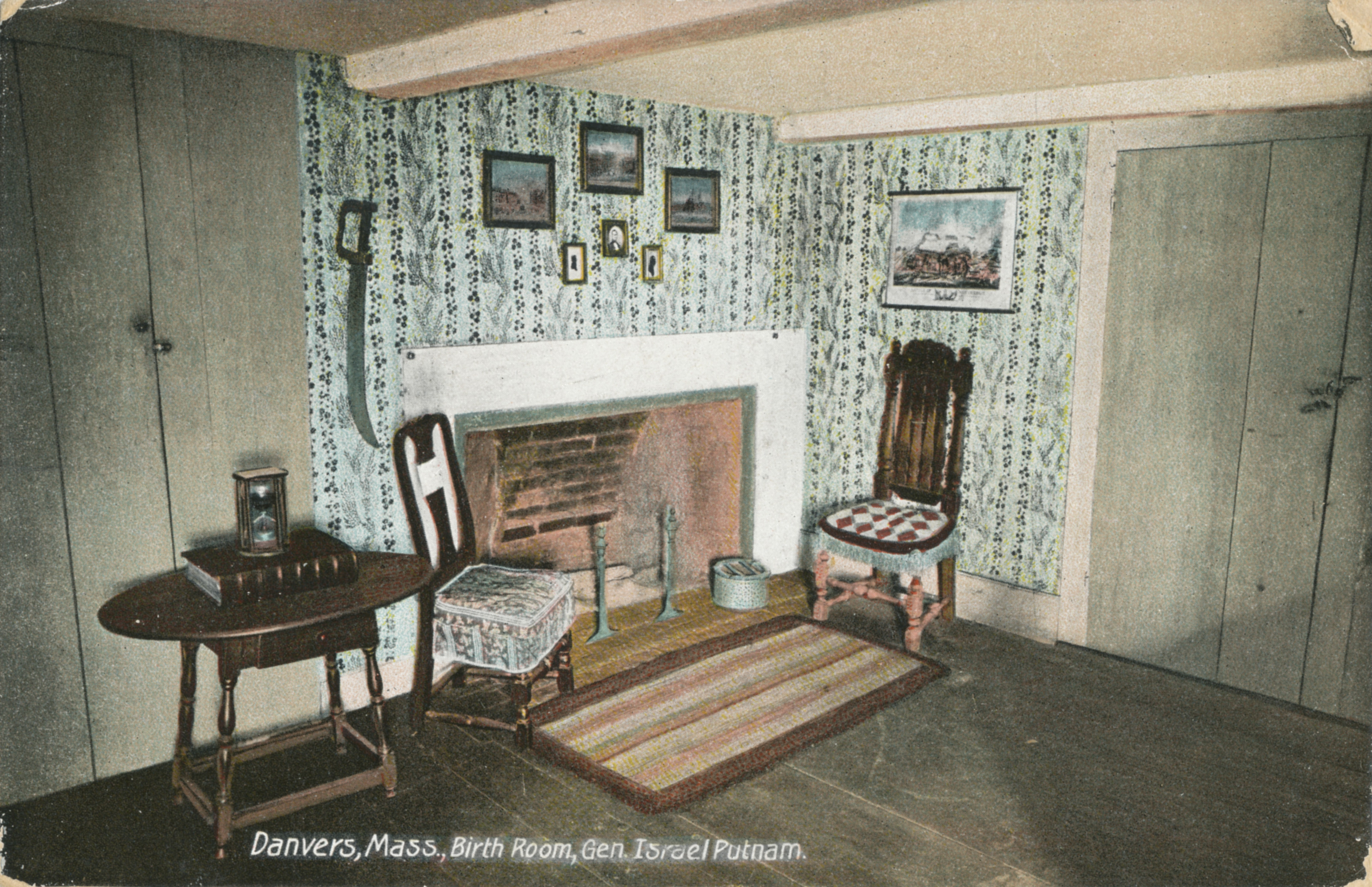
伊斯雷尔·帕特南出生的房間

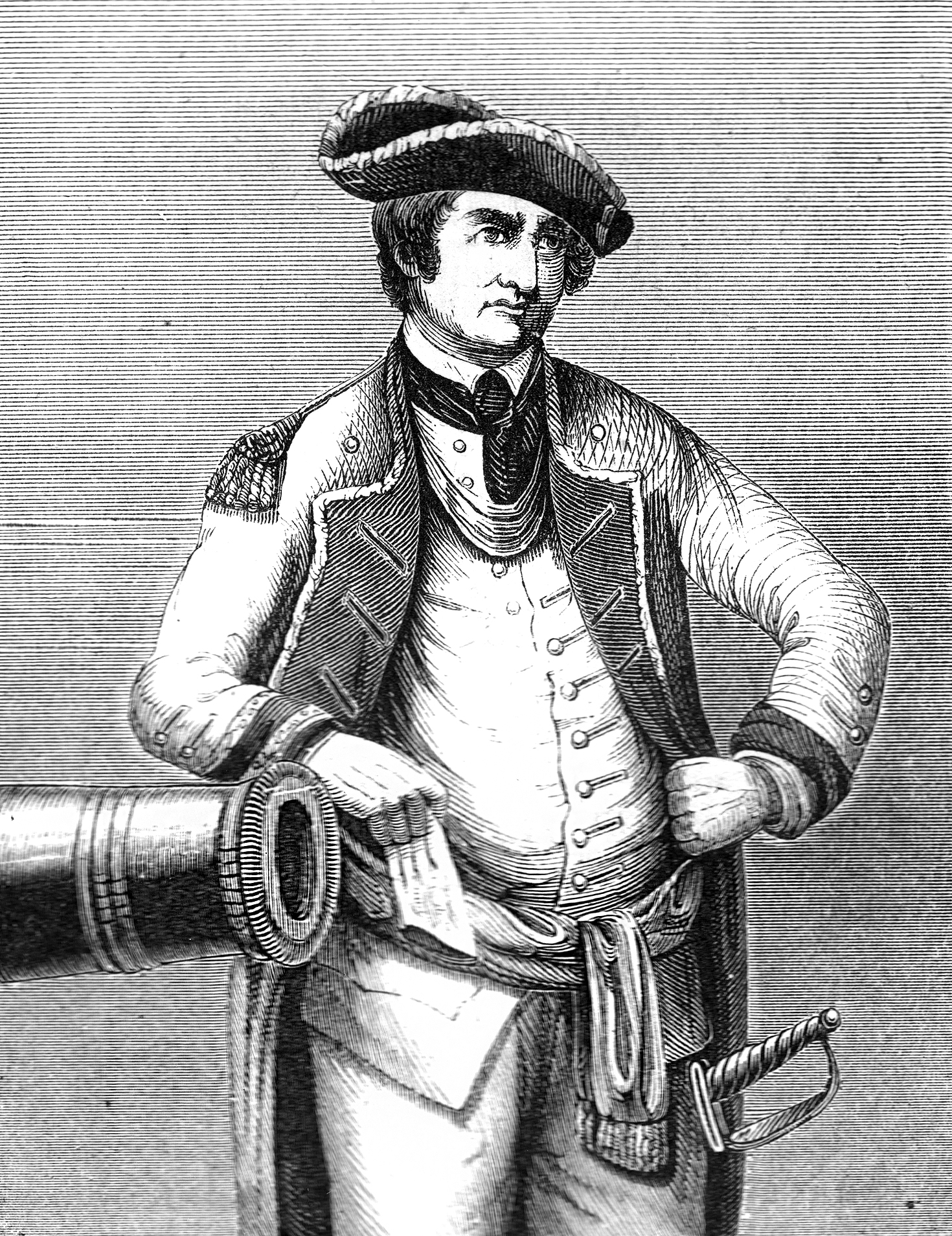
1758年，40歲的伊斯雷尔·帕特南身著英軍軍服的肖像畫

1718年，伊斯雷尔·帕特南出生於塞勒姆村（即今日的麻薩諸塞州丹弗斯），父母分別為約瑟夫·帕特南與伊莉莎白·波特·帕特南。帕特南家族與波特家族（Porter family）在當時關係不佳，而約瑟夫與伊莉莎白·波特之間的婚姻使得兩個家族間的競爭與仇恨更為惡化。1692年，塞勒姆審巫案爆發當時，帕特南家族（包括伊斯雷尔的叔叔湯瑪斯·帕特南與堂姊安·帕特南在內）站在支持審巫案的那方，與之相反的是，約瑟夫與伊莉莎白·帕特南站在反對的那方。當時，約瑟夫·帕特南、其岳父伊斯雷尔·波特等39位村民替被指控為女巫的麗貝卡·納斯簽署了請願書，希望能撤回針對她的起訴，然而納斯最後仍被陪審團判處有罪並處死。

## 外部連結
- 伊斯雷尔·帕特南
- 维基文库中的相關文獻：
  - "General Putnam"，麗迪婭·西古爾尼（英语：Lydia Sigourney）1859年所創作的詩歌
  - . . 1900.
  - . . 1905.
  - .  (第11版). London. 1911.
  - . . 1914 （英语）. 已忽略未知参数|HIDE_PARAMETER4= (帮助); 已忽略未知参数|HIDE_PARAMETER5= (帮助); 已忽略未知参数|HIDE_PARAMETER7= (帮助); 已忽略未知参数|HIDE_PARAMETER6= (帮助)
  - . . 1920.
  - . . 1921.
- The Massachusetts Historical Society（页面存档备份，存于）
- Putnam Cottage Historic House Museum（页面存档备份，存于）
- Danvers Historical Society webpage